# Alice Horsley
Pour les articles homonymes, voir Horsley.
Alice Woodward Horsley (née Woodward le 3 février 1871, morte le 7 novembre 1957) est une médecin néo-zélandaise et la première femme médecin enregistrée à Auckland.

## Enfance et éducation
Horsley est née à Auckland, en Nouvelle-Zélande, le 3 février 1871, de Laura née Young, une institutrice, et de William Woodward, un fermier qui avait également été enseignant. Horsley a quitté l'école à 13 ans et a fait ses études à la maison par la suite. Après des cours supplémentaires d'amis de la famille en latin et en chimie, elle a pu s'inscrire pour étudier la médecine en 1894 à l'université d'Otago. Lorsque Horsley a obtenu son diplôme aux côtés de Constance Frost, Daisy Platts-Mills et Jane Kinder en 1900, seules deux femmes avaient déjà obtenu un diplôme de médecine en Nouvelle-Zélande, Emily Siedeberg et Margaret Cruickshank.

## Carrière
Horsley a déménagé à Auckland après l'obtention de son diplôme et a été la première femme médecin inscrite à Auckland,. Elle avait des chambres sur Queen Street au-dessus d'une pharmacie. Entre 1901 et 1902, elle a été la première femme employée à l'hôpital d'Auckland, où elle a occupé le poste de bactériologiste et pathologiste honoraire, jusqu'à la nomination de Constance Frost.
Horsley a rencontré Arthur John Horsley grâce à son travail en tant qu'apprentie pharmacienne en bas de son cabinet. Ils se sont mariés le 9 décembre 1903 à l'église anglicane St James de Mangere.
En 1917, le couple a déménagé à Symonds Street, où Horsley a exercé pendant environ 40 ans à partir d'une chirurgie rattachée à la maison familiale. Avec quatre enfants, gérer une maison et un cabinet médical était difficile. Elle était connue pour appeler parfois à la maison pendant l'administration d'un anesthésique pour demander à quelqu'un de surveiller, et ses enfants se souvenaient d'avoir fait leurs devoirs à l'arrière de la voiture pendant qu'elle s'occupait des patients,.
De 1915 à 1936 environ, Horsley était anesthésiste honoraire à l'hôpital d'Auckland. De 1936 à 1946, elle était anesthésiste à l'hôpital Mater Misericordiae et travaillait en privé pour des chirurgiens tels que Sir Carrick Robertson et James Hardie Neil.
Les valeurs humanitaires de Horsley l'ont amenée à soigner certains patients gratuitement, et parfois à donner de l'argent aux patients. Elle a également engagé des mères célibataires comme aide domestique. Horsley a été anesthésiste à l'hôpital militaire pendant la Première Guerre mondiale. Horsley a travaillé tout au long de l'épidémie de peste de 1900 et de l'épidémie de grippe espagnole de 1918, et a été membre de l'équipe de secours médical après le tremblement de terre de Hawke's Bay de 1931, au cours duquel des centaines de morts et des milliers de blessés.
Pendant la dépression économique des années 1930, Horsley est devenue le médecin régulier de la clinique médicale non confessionnelle Dock Street Mission, qui avait été ouverte pour servir les patients qui n'avaient pas les moyens de payer pour des soins médicaux. Son dévouement à la mission a conduit à sa nomination à l'Ordre de l'Empire britannique en 1939.
Horsley est décédée à Papatoetoe le 7 novembre 1957. Elle laisse dans le deuil trois filles et un fils ; son mari était décédé en 1950.

## Honneurs
Dans les honneurs du Nouvel An 1939, Horsley a été nommée Officier de l'Ordre de l'Empire britannique, pour les services sociaux. En 2017, Horsley a été sélectionnée comme l'une des 150 femmes en 150 mots de la Royal Society Te Apārangi, célébrant les contributions des femmes au savoir en Nouvelle-Zélande.